# Charles Abbott (1er baron Tenterden)
Pour les articles homonymes, voir Charles Abbott et Abbott.
Charles Abbott (7 octobre 1762 – 4 novembre 1832), est un avocat et juge britannique qui est lord juge en chef du banc du roi entre 1818 et 1832.

## Jeunesse et éducation
Abbott est né le 7 octobre 1762 à Canterbury de John Abbott, un barbier, et de sa femme Alice . Il vivait dans une "petite maison d'apparence moyenne" près de la cathédrale et fait d'abord ses études dans une Dame school . Durant son enfance, il est noté comme "travailleur, appréhendant, régulier et correct dans toute sa conduite". Il fréquente la King's School, Canterbury, à partir de 1769, où il est un si bon élève qu'il reçoit une bourse pour son inscription au Corpus Christi College, Oxford, en mars 1781 . À l'époque, il n'y avait que deux prix à Oxford: les médailles du chancelier pour la prose anglaise et latine. Après une première tentative pour les gagner qui échoue, il remporte le prix latin dans sa deuxième année et le prix anglais dans la troisième . Abbot est ensuite élu membre du Corpus Christi où, en tant que tuteur du fils de Sir Francis Buller (1er baronnet) (en), il envisage d'abord de devenir avocat . Le 16 novembre 1787, il devient membre du Middle Temple, transféré au Inner Temple en 1793, et travaille pendant deux ans sous Sir George Wood comme plaideur spécial ; il a été dit qu'il a terminé son travail de plaideur spécial plus rapidement que "tout homme avant ou depuis". Il est appelé au barreau à Inner temple en 1796 .

## Carrière
Abbott commence à pratiquer sur le circuit d'Oxford. Lors d'un déplacement, il tombe de son cheval, et se casse la jambe à deux endroits ce qui l'a laissé boiteux de façon permanente  En 1802, il publie un avis juridique, On Merchants 'Ships and Seamen, qui est salué par ses collègues avocats et lui vaut une grande quantité de clients sur les sujets commerciaux; il est ensuite republié aux États-Unis, où il est attribué à tort à Charles Abbot, président de la Chambre des communes . Il est "aussi éminent et prospère qu'un avocat peut l'être au barreau anglais", bien qu'il ait refusé de demander de le poste de Conseiller de la reine. De 1802 à 1816, il est le « diable du procureur général », couvrant toutes les poursuites gouvernementales et est l'avocat permanent de la Banque d'Angleterre et de nombreux doyens et prélats de l'Église d'Angleterre. En 1807, il gagne 8 000 £ par an, et dépasse plus tard ce montant; on a fait remarquer qu'il gagnait plus d'argent que tout autre avocat de l'époque . Abbott n'est pas un avocat "tape-à-l'œil"; bien que connu comme un excellent avocat, ses discours sont monotones et il manque d'imagination .
En 1808, il se voit offrir un poste de juge à la Cour des plaids-communs, mais le refuse. Après huit années de travail supplémentaires, cependant, il sent que sa santé ne peut plus supporter la pression, et accepte un poste à la Cour des plaidoyers communs le 24 janvier 1816, tout en devenant sergent en tant que de besoin. Abbot obtient le poste de chevalerie habituel, avec la devise "Labore", qu'il utilise également pour sa pairie . Il reste à ce poste pendant à peine trois mois, avant d'être transféré contre son gré à la Cour du Banc du Roi le 3 mai pour remplacer Simon Le Blanc .
Abbott, peu familier avec la Cour du Banc du Roi (ayant été avocat régional plutôt que basé à Londres), est initialement décevant, mais s'est rapidement amélioré. En 1818, il montre "la plus haute excellence judiciaire", bien qu'il ait été critiqué pour avoir critiqué les avocats ennuyeux et pour avoir pris parti pour le gouvernement dans les poursuites . Cette année-là, le Lord juge en chef Lord Ellenborough a un accident vasculaire cérébral, le forçant à la retraite. La plupart des autres juges et personnalités juridiques n'étaient pas adaptés à ce rôle; Samuel Shepherd, par exemple, est alors un avocat compétent mais trop sourd pour siéger en tant que juge. En conséquence, Abbott est nommé et prend officiellement ses fonctions le 4 novembre 1818 . En tant que lord juge en chef, il développe l'aura de la Cour du banc du roi, avec des juges compétents et ses propres capacités; «[Abbott] avait plus de connaissances sur l'humanité que n'importe lequel des [juges] et était plus habile en tant que modérateur dans les litiges médico-légaux». La faiblesse centrale d'Abbott en tant que juge est son soutien à James Scarlett, son chef quand Abbott était avocat; "Le timide junior, devenu juge en chef, regardait toujours son ancien chef avec crainte, avait peur de l'offenser et était toujours ravi quand il pouvait décider en sa faveur" .
Le 30 avril 1827, Abbott est nommé baron Tenterden, de Hendon dans le comté de Middlesex; craignant que "Lord Abbott" ne le laisse ouvert au ridicule, il choisit plutôt le nom d'une ville du Kent près de ses racines. Le 24 mai, Abbott prend officiellement ses fonctions, se rendant régulièrement à la Chambre des lords, et est le dernier juge en chef à porter sa robe officielle aux Lords (autres que ceux agissant en tant que présidents par intérim) . En 1830, il  présente plusieurs projets de loi au Parlement à la suite de rapports sur l'état des cours ecclésiastiques, des tribunaux de common law et du droit immobilier; tous ont été adoptés, à l'exception des projets de loi ecclésiastiques, le Parlement ayant manqué de temps pour les examiner. Ils ont été votés lors de la prochaine session parlementaire en 1831, et tous deux ont été adoptés; ils "n'ont nullement établi pour lui la réputation d'un législateur habile ... les juges ont eu du mal à leur donner une construction raisonnable". Le Reform Act 1832 conduit à son départ des Lords, et est considéré comme ayant considérablement raccourci sa vie. Il s'est battu avec acharnement pour les corporations des villes, considérant que le projet de loi les traite "avec un mépris absolu". Ayant menacé de quitter les Lords, s'il devait passer: "Jamais, jamais mes seigneurs, je n'entrerai dans les portes de cette maison", il est fidèle à sa parole et ne revient jamais en politique  bien que du 8 août au 3 septembre 1827 il soit chancelier par intérim de l'Échiquier, à la suite de la convention selon laquelle, en cas de vacance, le poste devrait être occupé par le Lord Chief Justice .

## Décès
Abbott a commencé à tomber malade en mai 1832, quand il écrit à Sir Egerton Brydges que "mon esprit est tellement déprimé, que lorsque je ne suis pas fortement excité par un objet présent qui n'admet aucun retard, je m'enfonce dans quelque chose qui s'approche de la torpeur. ". Bien qu'il se soit un peu amélioré, donnant son dîner annuel au conseil du roi, il est remarqué qu'il n'est pas en mesure de boire son vin correctement . Il s'est rendu sur le circuit de Midland en juin, car c'est le plus facile, mais il souffre d'une "toux violente" et d'autres symptômes, retournant chez lui à Hendon. Après le premier jour d'une affaire de deux jours, il s'est retrouvé à perdre son appétit et à souffrir de fièvre, ce qui l'a amené à parler de manière incohérente et à devenir délirant. La maladie a dérouté les médecins et est mort le 4 novembre 1832 à son domicile de Queen Square, à Londres ; ses derniers mots étaient "et maintenant, messieurs du jury, vous allez considérer votre verdict". Il a été enterré à l'hôpital Foundling, dont il était gouverneur .

## Vie privée
Abbott épousé Mary Lamotte le 30 juillet 1795  Il a apprécié l'élément domestique de sa vie, et les lettres montrent la poésie d'amour écrite à sa femme. Avant leur mariage, Mary lui a envoyé une mèche de cheveux; en échange, il lui écrit un poème intitulé "La réponse d'une mèche de cheveux aux interrogations de son ancienne maîtresse". Le couple a deux fils et deux filles; John, Charles, Mary et Catherine. Plus tard, Catherine épouse John Rowland Smyth .